# Wolfgang Preiss
Wolfgang Preiss (27 de febrero de 1910 – 27 de noviembre de 2002) fue un actor alemán.

## Biografía
Nacido en Núremberg, Alemania, era hijo de un matrimonio de profesores. Estudió filosofía, germanística y teatro en Múnich durante cuatro semestres en 1930 y 1931. Además, tomó lecciones privadas de actuación de Hans Schlenck en Múnich, debutando como actor en 1932 en el Theater der Gegenwart. Posteriormente actuó en Heidelberg, Königsberg, Bonn, Bremen, Stuttgart y, desde 1941, en el Volksbühne de Berlín. A partir de 1941 fue alistado para servir en una unidad antiaérea, lo que no significó dejar sus actuaciones teatrales. En 1942 debutó en el cine con el film de propaganda bélica producido por Universum Film AG Die große Liebe, que protagonizaba Zarah Leander.
Finalizada la Segunda Guerra Mundial, Preiss siguió trabajando en el teatro y, desde 1949, también como actor de voz. En 1954 volvió actuó en la película de Alfred Weidenmann Canaris, interpretando a un oficial. Al siguiente año fue Claus von Stauffenberg en una producción de Falk Harnack sobre el atentado contra Hitler titulada Der 20. Juli. El papel le dio gran popularidad, y en 1956 recibió por su trabajo un Deutscher Filmpreis.
A partir de entonces Preiss interpretó a menudo a oficiales honestos y concienzudos, con una trayectoria similar a la de su colega Wolfgang Büttner, actuando en cintas como las de Frank Wisbar Hunde, wollt ihr ewig leben (1959) y Haie und kleine Fische (1957), y en Die grünen Teufel von Monte Cassino (1958). Asumió también dichos papeles de oficiales en producciones internacionales, principalmente italianas y estadounidenses, entre ellas la de Otto Preminger El cardenal (1963). Preiss actuó junto a Jean-Paul Belmondo en A escape libre (1964) y en ¿Arde París? (1966). En 1964 trabajó con Burt Lancaster en El tren, bajo la dirección de John Frankenheimer, y en 1965 participó en  Von Ryan's Express, cinta protagonizada por Frank Sinatra. Interpretó a altos cargos  militares alemanes en grandes producciones como El día más largo (1962, como Max-Josef Pemsel), Lo sbarco di Anzio (1968, como Albert Kesselring), Raid on Rommel (1971, como Erwin Rommel) y A Bridge Too Far (1977, como Gerd von Rundstedt).
A partir de 1960 actuó también en varias películas de la serie de Doctor Mabuse, la primera de ellas dirigida por Fritz Lang. En los siguientes cuatro años actuó en otras cuatro cintas de la serie. En la que finalizaba la serie, Die Todesstrahlen des Dr. Mabuse (1964), Preiss no actuaba, a pesar de que su nombre se anunciaba en los carteles de promoción.
En la década de 1980, Preiss actuó principalmente en producciones televisivas, como la serie Mrs. Harris, en la que trabajó junto a Inge Meysel, o las miniseries estadounidenses The Winds of War y War and Remembrance (en las que interpretaba a Walther von Brauchitsch). En 1987 recibió el Deutscher Filmpreis como reconocimiento a su trayectoria artística.
Especialmente en los años 1950, Wolfgang Preiss estuvo muy activo como actor de voz, doblando a intérpretes como Lex Barker, Christopher Lee, Anthony Quinn, Claude Rains y Richard Widmark. Además, en 1975 dobló a Conrad Veidt en Casablanca.
Wolfgang Preiss se casó tres veces. Tuvo un hijo con su primera esposa, así como varios nietos, entre ellos la actriz Laura Preiss. En 2002, solo unos meses después de la muerte de su tercera esposa, Ruth, con quien estuvo casado 47 años, falleció a los 92 años de edad en una clínica en Bühl, Alemania. Fue enterrado en el Cementerio Hauptfriedhof de Baden-Baden.

## Filmografía (selección)
- 1942 : Die große Liebe
- 1943 : Besatzung Dora
- 1951 : Frischer Wind in alten Gassen (corto)
- 1951 : Falschmünzer am Werk
- 1954 : Canaris
- 1955 : Der 20. Juli
- 1955 : Oberarzt Dr. Solm
- 1955 : Der Cornet – Die Weise von Liebe und Tod
- 1956 : Vor Sonnenuntergang
- 1956 : Anastasia, die letzte Zarentochter
- 1956 : Johannisnacht
- 1956 : Von der Liebe besiegt
- 1956 : Stresemann
- 1957 : Haie und kleine Fische
- 1958 : Gli Italiani sono matti
- 1958 : Die grünen Teufel von Monte Cassino
- 1958 : Grabenplatz 17
- 1958 : Ich war ihm hörig
- 1958 : Das Mädchen mit den Katzenaugen
- 1959 : I battellieri del Volga
- 1959 : Hunde, wollt ihr ewig leben
- 1959 : Arzt ohne Gewissen
- 1959 : Rosen für den Staatsanwalt
- 1960 : Nacht fiel über Gotenhafen
- 1960 : Herrin der Welt
- 1960 : Die 1000 Augen des Dr. Mabuse
- 1960 : The Counterfeit Traitor
- 1960 : Geständnis einer Sechzehnjährigen
- 1960 : El molino de las mujeres de piedra
- 1961 : Im Stahlnetz des Dr. Mabuse
- 1961 : La Fayette
- 1962 : Das Mädchen und der Staatsanwalt
- 1962 : Die unsichtbaren Krallen des Dr. Mabuse
- 1962 : Das Testament des Dr. Mabuse
- 1962 : El día más largo
- 1963 : Die schwarze Kobra
- 1963 : Scotland Yard jagt Dr. Mabuse
- 1963 : Der Henker von London
- 1963 : El cardenal
- 1963 : Das tödliche Patent (telefilm)
- 1963 : Die fünfte Kolonne (serie TV), episodio Das gelbe Paket
- 1964 : A escape libre
- 1964 : Frühstück mit dem Tod
- 1964 : Der Fluch der grünen Augen
- 1964 : El tren
- 1964 : Los cien caballeros
- 1964 : Marie Octobre (telefilm)
- 1965 : Von Ryan’s Express
- 1965 : Corrida pour un espion
- 1965 : Gewagtes Spiel (serie TV), episodio Über 70 mal
- 1966 : ¿Arde París?
- 1966 : Avec la peau des autres
- 1967 : Jungfrau aus zweiter Hand
- 1967 : Mister Dynamit – Morgen küßt Euch der Tod
- 1967 : Jack of Diamonds
- 1967 : Deux billets pour Mexico
- 1967 : Das Kriminalmuseum (serie TV), episodio Die Kamera
- 1967 : Chinos y minifaldas
- 1968 : Ein Mann namens Harry Brent (miniserie TV)
- 1968 : Tamara
- 1968 : Meinungsverschiedenheiten (telefilm)
- 1968 : Lo sbarco di Anzio
- 1968 : Hannibal Brooks
- 1970 : Paul Temple (serie TV), episodio Die Zigarre
- 1971 : Raid on Rommel
- 1971 : Una mariposa con las alas ensangrentadas
- 1972 : The Salzburg Connection
- 1972 : Un uomo da rispettare
- 1972 : Der Kommissar (serie TV), episodio Tod eines Schulmädchens
- 1973 : Tatort (serie TV), episodio Cherchez la femme oder Die Geister vom Mummelsee
- 1973 : Diamantenparty (telefilm)
- 1974 : Tatort (serie TV), episodio Gefährliche Wanzen
- 1974 : Okay S.I.R. (serie TV), episodio Schutzengel
- 1975 : La cloche tibétaine
- 1975 : El gran delirio
- 1975 : Eurogang (serie TV), episodio Blüten für Frankfurt
- 1977 : A Bridge Too Far
- 1977 : Die Standarte
- 1978 : Wallenstein (miniserie TV)
- 1978 : Los niños del Brasil
- 1978 : SOKO 5113 (serie TV, 9 episodios)
- 1979 : Bloodline
- 1980 : The Formula
- 1981 : Fantasma d’amore
- 1982 : Mrs. Harris (serie TV), episodio Ein Kleid von Dior
- 1983 : The Winds of War (miniserie TV)
- 1984 : Mrs. Harris (serie TV), episodio Freund mit Rolls-Royce
- 1985 : Vergeßt Mozart
- 1987 : Mrs. Harris (serie TV), episodios Der geschmuggelte Henry y Mrs. Harris fährt nach Moskau
- 1987 : Ein Heim für Tiere (serie TV), episodio Die Katzenmutter
- 1987 : Albert Schweitzer (serie TV)
- 1988 : War and Remembrance (miniserie TV)
- 1988 : Tatort (serie TV), episodio Moltke
- 1989 : Mrs. Harris (serie TV), episodio Mrs. Harris fährt nach Monte Carlo
- 1989 : Die Männer vom K3 (serie TV), episodio Volle Deckung, Kopf runter!
- 1994 : Florian III (serie TV)
- 1997 : Aire Libre

## Radio
- 1965 : Georges Simenon: Die Glocken von Bicêtre, dirección de Gert Westphal (SWF)